# بنجامین مایلس فرانکلین
بنجامین مایلس فرانکلین معروف به سی‌نوت شخصیتی است که نقش او را راکموند دانبار بازی می کند

## حضور

### فصل اول
او با زیرکی نقشه فرار مایکل را می فهمد و با او از زندان فرار می کند.

### فصل دوم
او پس از دستگیری همسرش و به دلیل بیمار بودن فرزندش خود را تسلیم به الکساندر ماهون می کند.

### فصل سوم
او در این فصل حضور ندارد.

### فصل چهارم
او در قسمت‌های آخر به کمک مایکل می آید و او را نجات می دهد.

### فصل پنجم
به اسلام ایمان می آورد. سپس به همراه لینکن به یمن رفته و در نجات مایکل کمک می کند.